# En course sur France 3
 (signalé en juillet 2025).
Si vous disposez d'ouvrages ou d'articles de référence ou si vous connaissez des sites web de qualité traitant du thème abordé ici, merci de compléter l'article en donnant les références utiles à sa vérifiabilité et en les liant à la section « Notes et références ».
- Archive Wikiwix
- Bing
- Cairn
- DuckDuckGo
- E. Universalis
- Gallica
- Google
- G. Books
- G. News
- G. Scholar
- Persée
- Qwant
- (zh) Baidu
- (ru) Yandex
- (wd) trouver des œuvres sur Wikidata

En course sur France 3 est une émission quotidienne consacrée au sport hippique du 7 septembre 2009 au 27 décembre 2015. 
Diffusée en semaine à 13h35, et le week-end à 15h, elle permet de voir la course hippique majeure du jour. Elle est présentée par Valérie Ballesteros, Amélie Bitoun, Olivia Drouot, Anne Denis ou Anaïs Baydemir. Les courses sont commentées par Olivier Thomas, Vincent Lahalle, José Covès ou Lise-Février Vincent. Les consultants sont Michel Roussel, Jean-Marie Monclin, Nicolas Roussel, Jean-Philippe Ducher (trot) et Pierre Wallon (galop). 
Nelson Monfort intervient lors des grands rendez-vous (Prix d'Amérique, Prix de l'Arc de Triomphe ou Prix du Président de la République).